# George Jeffery
George Jeffery (ur. 26 grudnia 1861 w Londynie, zm. 4 listopada 1937 w Stafford) – angielski rugbysta, reprezentant kraju.
W latach 1886–1887 rozegrał sześć spotkań dla angielskiej reprezentacji zdobywając jedno przyłożenie, które wówczas nie miało jednak wartości punktowej.